# 법륜 (승려)
법륜(法輪, 1953년 4월 11일 ~ , 울산광역시 출생)은 한국의 승려이자, 사회 운동가이다. 법명은 법륜(法輪), 법호는 지광(智光)이며, 속명은 최석호이다. 경주에서 고등학교 시절 불교학생회를 조직해 활동하며 조계종 원로의원 도문으로부터 사미계를 받았다.
그 후, 1988년 불교수행공동체 정토회를 설립해 수행지도와 사회활동을 하고 있다. 현재는 통일 연구·교육기관인 평화재단, 국제기아·문맹퇴치 민간기구인 한국JTS(Join Together Society), 국제 평화·인권·난민지원 센터 좋은벗들, 환경단체인 에코붓다의 이사장을 맡고 있으며, 정토회의 지도법사로 활동하고 있다.
2000년대 이후, 대중들의 고민을 듣고 대화를 통해 그 사람이 스스로 답을 찾을 수 있게 도와주는 즉문즉설 강연으로 멘토로서 유명해졌고, 스님의 저서 《스님의 주례사》, 《엄마수업》, 《방황해도 괜찮아》, 《인생수업》, 《지금여기, 깨어있기》,《야단법석》, 《행복》등이 베스트셀러에 이름을 올렸다.
또 다양한 구호활동으로 2002년에는 아시아의 노벨평화상이라 불리는 막사이사이상(평화와 국제 이해 부분)을 수상하기도 하였다.

## 수상 내역
| 수상 이름                                          | 수상 시기        |
| -------------------------------------------------- | ---------------- |
| 교보환경문화상 사회교육분야 본상                   | 1998년 11월 12일 |
| 만해상 포교상                                      | 2000년 8월 9일   |
| 막사이사이상 평화와 국제이해부문                   | 2002년 8월 31일  |
| 강원도 DMZ 평화 남북교류협력상                     | 2006년 11월 22일 |
| 제5회 민족화해상                                   | 2007년 12월 13일 |
| 천지일보 창간 1주년 기념 천지 종교인상             | 2010년 9월       |
| 포스코 청암상                                      | 2011년 3월       |
| 끄리빠사란(Kripasaran) 상                          | 2015년 6월       |
| 대한민국 국민훈장 모란장                           | 2018년 11월      |
| 니와노평화상 수상 (일본 제37화 니와노평화재단)     | 2020년 10월      |
| 인문가치대상 단체부분 대상 수상 (한국정신문화재단) | 2022년 9월       |

## 경력

### 출가와 수행자의 삶
- 1969년 12월	경주 분황사에서 불심 도문스님께 입문(사미계 수지, 법명 法輪)
- 1991년 1월 서울 서초동 우면산 대성사에서 석가여래부촉법 제70세 불심도문스님으로부터 비구계 및 보살계 수지. 전법계 수지. 법호 智光

17살에 승려 도문과의 선문답을 계기로 출가하게 되었고, 도문으로부터 세상에 나가 복덕을 쌓으라는 권유를 받고 1971년부터 20년간 사회생활을 하였다. 당시 민주화운동으로 나라가 들썩이던 때라 잠시 학원에서 수학을 가르칠 때 운동권의 자금책으로 오인을 받아 고문을 당하고, 실제로 민주화운동에 동참했다가 수감되어 옥고를 치르기도 하였다. 1991년에 다시 돌아와 대성사에서 도문으로부터 비구계 및 보살계·전법계 수지를 받고, 전법의 상징으로 발우와 주장자를 건네 받았다. 도문이 당분간 절에 있으라고 권유하였지만, 각종 구호활동을 이미 시작한 시기였으므로 계를 받은 새벽에 절에서 나와 지금까지 다양한 사회 및 구호활동을 해오고 있다.

### 대한불교조계종 승적 문제
법륜은 대한불교조계종 승적이 없는 이유로 2012년 5월 28일 SBS힐링캠프에서 ‘합동 수계를 받지 않아서’라고 말하였다. 1991년 법륜은 은사이신 승려 도문에게 비구계를 받았지만 단일 수계가 없던 해여서 단일 수계를 못 받았다. 대한불교조계종에선 법륜이 단일계단에 참여하지 않았기 때문에 승려로서 인정할 수 없다고 했다. 법륜은 승적 문제를 해결하려고 1995년 8월 25일부터 진행되는 행자교육원 입방 원서를 다시 썼다. 그런데 그해 6월부터 '북한돕기 100만인 서명운동'을 두 달간에 걸쳐 마무리하고 8월 15일날 회향한 후 천주교 추기경 김수환, 대한불교조계종 총무원장 송월주, 개신교 목사 강원룡과 함께 대통령 면담 신청 날짜가 8월 29일로 잡혔다. 당시, 정토회의 구성원들은 합동 수계에 관한 안건을 대중공사(숙의형 전원 토의)에 붙였다. 합동 수계에 간다면 한창 진행 중인 북한 돕기 운동에 차질이 빚어질 것으로 예상했기 때문이다. 대중공사 결과, 법륜이 수계 교육을 가서는 안 된다는 결정이 나왔고 법륜이 그 결정을 따른 결과 현재 대한불교조계종 승적이 없다. 하지만 법륜이 대한불교조계종 승적이 없는 일이 무조건 나쁘지만은 않았다. 그로 인해 정토회는 대한불교조계종 내부의 혼란에 휩쓸리지 않고 독립된 활동을 시작하였다. 그 결과, 정토회(불교수행공동체), 에코붓다(환경운동), JTS(제삼세계 개발 구호활동), 좋은벗들(새터민 지원 단체), 평화재단(평화운동과 남북 화해 통일운동) 같은 다양한 단체를 설립할 수 있었다.
현재는 대한불교조계종 종단 내에서 법륜의 승적 유무는 승려인지 여부를 놓고 여전히 논란이 되고 있다. 하지만 일부에서는 법륜의 노력과 성과를 높이 평가하고 불교를 사회에 선양한 승려로 인정하는 분위기이다. 또한 법륜만 대한불교조계종 승적이 없을 뿐, 법륜과 함께 정토회의 핵심으로 활동하는 승려 유수는 대한불교조계종에서 승적을 받았다.

### 불교수행활동
- 1988년	월간정토 창간 및 발행
- 1988년	한국불교사회교육원, 한국불교사회연구소 설립, 민족불교학당 개설
- 1988년	정토회 설립
- 1989년	문경정토수련원 설립
- 1991년	정토불교대학 개설
- 1992년	깨달음의 장 등 수련 프로그램 개설
- 1993년 인도 수자타 아카데미 설립[17]
- 1993년	새로운 불교운동을 위한 정토행자 1만일(30년) 결사 정진 시작
- 2005년	보살단 회의, 정토행자 대회 창립
- 2007년	전라북도 장수 죽림정사 주지[18]
- 2008년   석가모니 성지 8곳 성역화 추진 중[19]
- 1999년~	해외 및 국내 정토법당 143개소 개원

### 제3세계 구호활동
인도 비하르주 둥게스와리 마을에 수자타 아카데미를 세우는 것으로 시작해서
 1996년 기아·질병·문맹 퇴치기구 JTS를 조직해 국제구호활동 영역을 넓혀갔다. 인도의 불가촉천민 마을 둥게스와리 지역에서 10,000명의 지역민을 대상으로 한 교육, 의료, 마을개발사업을 지원하고 있다. 현재 인도, 필리핀 등에서 활발한 활동을 펼치고 있으며, 그 외에도 지구촌 곳곳에서 재난이 일어날 때 인력을 파견하여 긴급구호활동을 하고 있다. 그동안 스리랑카 쓰나미 지진해일 피해, 파키스탄 지진피해, 인도네시아 지진피해, 필리핀 태풍피해, 미얀마 홍수피해, 북한 홍수피해에 이르기까지 지구촌 재난에 대해 적극적으로 대처하고 있다
학교·병원 설립 및 마을사업 지원
- 현재 인도에서 중학교 1곳, 초등학교 2곳 소규모 학교 85곳, 유치원 15곳을 운영 중이다.[12]
- 인도 둥게스리 마을에 지바카 병원 설립(현재 인도 결핵퇴치사업 종료)[23][24]
- 인도네시아 관개수로 3,240m 준공[25]
- 필리핀 민다나오 전통문화학교 건축, 송코 평화센터 준공, 원주민, 무슬림지역에 고등학교 1개, 초등학교 45개, 장애인 학교 2개 등을 건설[26][27][28]
- 캄보디아 북부 라타니끼리 주에 초등학교 15곳 건설
- JTS 스리랑카 동 북부, 중부 아누다라푸라, 트링코말리, 바브니아 농업지원사업

자세한 구호활동
“JTS 해외 및 국내사업”. 《한국JTS》.

### 북한동포돕기 활동
국제 평화·인권·난민지원 센터 좋은벗들 을 조직하여 북한의 식량난과 인권실태에 대해 보고서를 수차례 발표했고, 북한동포돕기 서명운동을 하는 등 국내 및 국제사회에 북한의 실상을 알리고 그들의 인권개선을 위해 노력했다. 또 북한 라진에도 국제구호단체인 JTS를 설립하고 어린이 영양식 공장 설립, 옷 보내기운동, 아사를 막기 위한 식량 20만톤 긴급지원 등 북한난민구호 활동을 지속적으로 이어가고 있다. 남북한주민 좋은 이웃되기 운동의 일환으로 통일체육축전도 매년 개최하며 통일이 되기전 민족간의 화해를 도모하고 있다.

### 한반도 평화와 통일을 위한 활동
세계유일의 분단국가인 한반도의 항구적 평화를 위해선 통일이 필요하며, 이를 위해 평화재단을 설립하였다.
통일을 위한 정책연구와 통일코리아 글로벌 리더십을 양성하는 교육사업을 펼치기 위해
‘평화리더십아카데미’, ‘청년리더십아카데미’, ‘여성리더십아카데미’, 일반인을 위한 ‘열린아카데미’를 비롯하여 전문가 양성을 위한 다양한 전문아카데미 등을 연간 개설해 운영하고 있다.
'민족의 화해와 통일을 위한 종교인 모임', '평화와 통일을 위한 국민통합회의', 등 사회지도자들과 남남갈등을 치유하기 위해 진보, 보수의 화합을 이끌어내려는 노력을 지속하고 있다. 또한, 남북관계 진전을 위해서 심포지엄을 개최하는 등 다방면으로 활동하고 있다.
한편으로는 도문스님의 은사의 은사이시고 3.1 운동 33인 중 불교계 대표로 서명하신 독립운동가 용성조사의 뜻을 잇고자 하는 측면도 있다.
- UN 본부와 워싱턴 국무성, 의회, NSC, USAID 등을 방문하여 대북인도적 지원을 촉구. 난민 구호 및 경제제재 조치 해제를 호소(KBSM)
- 통일미래를 준비하는 143회 연속 통일대화마당[45]
- 민족의 화합과 통일을 위한 24시간 1000일 정진 회향기념 전국순례 및 지역 캠페인[46]
- 남남갈등을 치유하기 위해 진보, 보수, 여, 야의 화합을 위해 노력[47][48]
- 6자회담 성사를 위해 미국 국무성, 의회 방문. 대북강경정책 철회 촉구
- 2005 유엔 제6회 세계한민족포럼 공동대회장[49]
- 6자회담 타결을 위해 미국 국무성, NSC, 의회 방문, 북한의 핵 평화적 이용권 수용 촉구[50]
- 민족화해와 통일시대를 향한 심포지엄 개최[51]
- 6자회담의 걸림돌인 위폐 및 금융제재문제 해결을 위한 북, 미간 협의안 제시[52]
- 4개의 전문가 모임(평화체제 구축과 통일방안, 북한이해, 인권, 평화법제 등) 운영
- 남북화해와 평화통일을 위한 활동가 워크숍
- 국제심포지엄(매년 진행)[53]
- 제1회 평화와 안보를 위한 한·미전문가 정책 워크숍
- 제2차 북한인권포럼 '북한인권 개선을 위한 한국사회의 역할' 모색 - 정부, 국가인권위원회, NGO를 중심으로[54]
- 평화재단 국제 심포지엄(주제 : 독일통일 20년을 내다보고 통일코리아를 돌아본다)[55]
- 평화재단 창립 10주년 기념 심포지엄[56]

### 자연과 환경을 위한 활동
- 1994년	(사)한국불교환경교육원(현 에코붓다) 설립
- 1999년	친환경적 생활양식을 위한 환경운동 전개(쓰레기 제로 운동, 음식물 쓰레기 제로운동)[57]
- 2004년	빈그릇 운동 10만인 서약 캠페인[58]
- 2005년	빈그룻 운동 100만인 서약 캠페인[59][60]

## 저서
- 1988년 《젊은 불자들을 위한 수행론》
- 1990년 《실천적 불교 사상》
- 1990년 《우물을 떠난 개구리》
- 1995년 《금강경 이야기 上, 下》
- 1995년 《반야심경 이야기》
- 1998년 《미래문명을 이끌어갈 새로운 인간》
- 1998년 《불교와 환경》
- 1999년 《불교와 평화》
- 2002년 《일과 수행, 그 아름다운 조화》
- 2005년 《붓다, 나를 흔들다》
- 2006년 《스님, 마음이 불편해요》
- 2007년 즉문즉설 시리즈 《답답하면 물어라》
- 2008년 《행복하기 행복 전하기》
- 2009년 《행복한 출근길》[61]
- 2009년 《날마다 웃는집》
- 2010년 《기도:내려놓기》
- 2010년 《스님의 주례사》
- 2010년 《인간 붓다》
- 2011년 《엄마 수업》
- 2012년 《깨달음》
- 2012년 《방황해도 괜찮아》
- 2012년 《새로운 100년》
- 2012년 《법륜스님의 금강경 강의》
- 2013년 《인생 수업》[62]
- 2014년 《지금 여기 깨어 있기》[63]
- 2015년 《야단법석》
- 2015년 《날마다 새날》
- 2016년 《행복》
- 2017년 《야단법석2》

법륜스님 저서(정토회) : http://www.jungto.org/buddhist/budd5.html 보관됨 2016-03-06 - 웨이백 머신

## 같이 보기
- 한국의 불교
- 미국의 불교